# Эрлих, Виктор Хенрихович
Ви́ктор Хе́нрихович Э́рлих (22 ноября 1914, Петроград, Российская империя — 29 ноября 2007, Нью-Хейвен, США) — американский историк литературы.

## Биография
Отец — Хенрих Эрлих (1882—1942), еврейский политический деятель, один из лидеров Бунда. Мать — Софья Дубнова (1885—1986), дочь Семёна Дубнова, писательница, мемуаристка.
В 1918 году Виктор вместе с родителями переехал в Польшу. В 1932—1937 годах учился в Варшавском университете, изучал славянские литературы.
В 1942 году при помощи Т. Сугихары — японского консула в Каунасе, спасшего многих, — сумел вместе с женой переехать из Вильны в США. В 1943 году был призван в американскую армию, в 1944—1945 годах воевал в Европе.
В 1945—1948 годах изучал русскую литературу в Колумбийском университете. В 1951 году получил степень доктора философии. С 1959 года — профессор, в 1961—1963 годах — заместитель директора Института Дальнего Востока и России при Вашингтонском университете, в 1962—1975 годах — профессор русской литературы в Йельском университете. В 1973—1977 годах — вице-президент Американской ассоциации славистики.

## Творчество
Автор многих статей и нескольких книг, посвященных русской литературе, теории словесности, творчеству Н. В. Гоголя, русской прозе 1920-х годов. Его первопроходческая монография о русских формалистах (1955) переведена на многие языки, в том числе опубликована и по-русски («Русский формализм: история и теория», СПб.: Академический проект, 1996).